# Fidonia albicans
Fidonia albicans là một loài bướm đêm trong họ Geometridae.